# Jerrishoe
Jerrishoe (in danese Jerrishøj) è un comune di 984 abitanti dello Schleswig-Holstein, in Germania.
Appartiene al circondario (Kreis) di Schleswig-Flensburgo (targa SL) ed è parte della comunità amministrativa (Amt) di Eggebek.